# Microrhopala floridana
Microrhopala floridana là một loài bọ cánh cứng trong họ Chrysomelidae. Loài này được Schwarz miêu tả khoa học năm 1878.